# Pselliophora hainanensis
Pselliophora hainanensis är en tvåvingeart som beskrevs av Yang 1988. Pselliophora hainanensis ingår i släktet Pselliophora och familjen storharkrankar. Inga underarter finns listade i Catalogue of Life.